# Novoplectron
Novoplectron is een geslacht van rechtvleugeligen uit de familie grottensprinkhanen (Rhaphidophoridae). De wetenschappelijke naam van dit geslacht is voor het eerst geldig gepubliceerd in 1958 door Richards.

## Soorten
Het geslacht Novoplectron  is monotypisch en omvat slechts de volgende soort:
- Novoplectron serratum (Hutton, 1904)